# Prohierodula mandamensis
Prohierodula mandamensis är en bönsyrseart som beskrevs av Giglio-tos 1911. Prohierodula mandamensis ingår i släktet Prohierodula och familjen Mantidae. Inga underarter finns listade i Catalogue of Life.